# Lângă tine mereu
Lângă tine mereu (titlu original: Always) este un film american fantastic de dragoste de aviație din 1989 regizat de Steven Spielberg. Rolurile principale au fost interpretate de actorii Richard Dreyfuss, Holly Hunter, John Goodman, Brad Johnson și Audrey Hepburn (ultimul ei rol de film). Este o refacere a filmului romantic din 1943 A Guy Named Joe, care are loc în timpul celui de-al doilea război mondial. Principala schimbare față de filmul din 1943 este schimbarea decorului de la război la o operațiune modernă de stingere a incendiilor. Totuși, filmul urmează aceeași intrigă de bază: spiritul unui pilot expert decedat de curând îl îndrumă pe un pilot mai nou, în timp ce îl urmărește îndrăgostindu-se de iubita pe care a lăsat-o în urmă. Numele celor patru personaje principale ale filmului anterior sunt toate aceleași, cu excepția personajului Ted Randall, care se numește Ted Baker în filmul din 1989, iar numele de familie al lui Pete este Sandich în loc de Sandidge.

## Distribuție
- Richard Dreyfuss - Pete Sandich
- Holly Hunter - Dorinda Durston
- John Goodman - Al Yackey
- Brad Johnson - Ted Baker
- Audrey Hepburn - "Hap"
- Roberts Blossom - Dave
- Keith David - "Powerhouse"
- Ed Van Nuys - "Nails"
- Marg Helgenberger - Rachel
- Dale Dye - Don
- Brian Haley - Alex
- James Lashly - Charlie
- Michael Steve Jones - Grey
- Doug McGrath - Bus Driver